# Nankendorf (Weisendorf)
Nankendorf ist ein Gemeindeteil des Marktes Weisendorf im Landkreis Erlangen-Höchstadt (Mittelfranken, Bayern). Nankendorf liegt in der Gemarkung Hammerbach (Gemarkungsteil 1).

## Geografie
Südlich des Dorfes fließt ein namenloser Bach, der eine Kette von Weihern speist und als linker Zufluss in den Welkenbach mündet, einen linken Zufluss der Mittleren Aurach. Im Nordosten liegt der Reuther Wald. 1 km südwestlich erhebt sich in einem Waldgebiet der Dachsknock (367 m ü. NHN). Im Norden liegt das Waldgebiet Am Teufelsgraben. Die Staatsstraße 2263 verläuft nach Hammerbach (2,5 km südöstlich) bzw. nach Weisendorf (1,3 km nördlich). Die Kreisstraße ERH 13 verläuft nach Buch (1,2 km südlich).

## Geschichte
Der Ort ist eine bambergische Neurodung des 11./12. Jahrhunderts. 1428 wurde er erstmals urkundlich erwähnt. In dieser Urkunde wurde bestätigt, dass die Herren von Maienthal zu Neuenbürg ihr Allodial an die Nürnberger Patrizier Rieter von Kornburg verkauften. Mit deren Aussterben im Jahr 1753 gelangte ihr Besitz an die Reichsstadt Nürnberg.
Gegen Ende des 18. Jahrhunderts bestand Nankendorf aus einem Anwesen. Das Hochgericht übte das bambergische Centamt Herzogenaurach aus. Grundherr des Hofes war das Spitalamt der Reichsstadt Nürnberg.
Im Rahmen des Gemeindeedikts wurde Nankendorf dem 1811 gebildeten Steuerdistrikt Hammerbach zugewiesen, 1818 auch der neu gebildeten Ruralgemeinde Hammerbach.
Am 1. Januar 1972 wurde Nankendorf im Zuge der Gebietsreform in die Gemeinde Weisendorf eingegliedert.

### Einwohnerentwicklung
| Jahr      | 001818 | 001861 | 001871 | 001885 | 001900 | 001925 | 001950 | 001961 | 001970 | 001987 | 002019 |
| Einwohner | 23     | 62     | 51     | 38     | 37     | 44     | 59     | 47     | 47     | 65     | 97     |
| Häuser    | 3      |        |        | 10     | 8      | 9      | 8      | 8      |        | 13     |        |
| Quelle    | [ 10 ] | [ 11 ] | [ 12 ] | [ 13 ] | [ 14 ] | [ 15 ] | [ 16 ] | [ 17 ] | [ 18 ] | [ 19 ] | [ 1 ]  |

## Religion
Der Ort ist römisch-katholisch geprägt und war ursprünglich nach St. Magdalena (Herzogenaurach) gepfarrt, mit der Gründung der Kuratie St. Josef (Weisendorf) im 19. Jahrhundert dorthin. Die Einwohner evangelisch-lutherischer Konfession sind nach Weisendorf gepfarrt.